# Батаева, Хеда
Хеда Батаева (род. 1970, Комсомольское, Чечено-Ингушская АССР) — чеченская поэтесса.

## Биография
Окончила педагогическое училище в Грозном, а затем филологический факультет Чечено-Ингушского государственного университета. Преподавала в школах сёл Алхазурово и Гой-Чу. Работала в редакциях журналов «Орга» и «Стелаӏад».
В 1984 году литературный журнал «Орга» впервые представил на суд читателей её стихи. Автору на тот момент было 14 лет. Через год она заняла второе место в республиканском литературном конкурсе. В начале 90-х годов она стала членом союза писателей Чеченской Республики, председателем которого был в то время известный чеченский поэт Шайхи Арсанукаев.
Её стихи стали часто появляться на страницах газет и журналов, издаваемых в Чечне, а затем и в коллективных сборниках. В начале 1880-х годов, в возрасте 12 лет она вошла в состав литературного объединения «Пхьармат» (с чеч. — «Прометей»), куда её привёл её школьный преподаватель родного языка и литературы. Её наставником был её школьный преподаватель известный поэт Апти Бисултанов. В «Прометее» она познакомилась с Мусой Бексултановым, Лулой Жумалаевой и другими маститыми поэтами.
Готовилась к публикации её первая книга, но она погибла во время бомбёжки Чеченского книжного издательства в 1995 году. Повторная попытка, предпринятая в 2002 году, также оказалась неудачной — Батаева не согласилась с условиями редакции.
В 2001 году вышел в свет её авторский сборник «Озан лар».
В настоящее время проживает во Франции.